# 명성황후 (뮤지컬)

## 개요
《명성황후》는 1995년에 초연된 대한민국의 뮤지컬로 명성황후의 생애를 소재로 한다. 1990년대 초반에 발표된 소설가 이문열의 《여우사냥》이라는 소설을 원작으로 하여 극작가 김광림이 각색을 한 작품으로 극작가 겸 작사가 양인자, 작곡가 김희갑 부부가 작사, 작곡을 맡아서 그 부부가 처음으로 쓴 뮤지컬 작품 이기도 하다. 그리고 이 작품으로, 뮤지컬 배우, 연출가, 음악감독 박칼린이 대한민국 최초로 뮤지컬 음악감독 1호로 불리어 지기도 하다. 이 작품 이전에도 뮤지컬은 있었지만, 뮤지컬 음악감독 이라는 직책 또는 호칭이 없이, 그냥 지휘자나 편곡자 정도로만 존재 했을 뿐 이었다. 근데 이 작품으로 대한민국 최초의 뮤지컬 음악감독 이라는 직책과 분야, 호칭이 생겨나기 시작했다. 이 작품은 1895년에 일어난 을미사변 100주년이 되는 해인 1995년 대한민국의 예술의전당 오페라 극장에서 상연되기 시작하여 큰 성공을 거두었으며 1996년에는 제2회 한국뮤지컬대상에서 대상, 연출상, 미술상, 의상상, 연기상을 수상했다. 1997년 8월 15일에는 미국 뉴욕 링컨 센터에 있는 뉴욕 주립 극장(New York State Theatre)에서 상연되었다.
<명성황후> 총제작비는 2백만달러(18억원). 공연 수익을 60만달러(5억4천만원), 링컨센터 대관료 20만달러(1억8천만원), 미국인 스태프 임금 35만달러(3억1천5백만원), 출연진 호텔비 7만5천달러(6천7백50만원), 오케스트라 출연료 13만달러(1억1천7백만원) 등이다.
미국현지 반응은 썩 좋지 못했다.  뉴스데이 시티서치 등에서 인상적인 듀엣이나 기억에 남는 테마곡이 없다는 평을 들었다. 인터넷 뉴욕 문화가이드 앨버트 리는 시티서치에 “죽은 황후가 부활해 귀신들과 함께 합창하는 장면은 뜻밖의 결말이었다. 전체적으로 기억에 남는 선율이 없어 곧 잊힐 작품인데도 마지막에 브라보를 외치는 관객들의 모습이 놀라웠다”라고 평했다.
1997년 뉴욕, 1998년 로스앤젤레스 공연에 이어 런던공연(2002년 2월 1~16일)도 강행했으나 `국민 뮤지컬'로 대접받고 있는 명성황후의 명성과는 다른 결과를 냈다. 영국의 석간신문 런던 이브닝 스탠더드는 왕비와 나(Queen and I)쯤 되는 동양의 뮤지컬”이라며 진부하다고 평했다. 3500석에 가까운 해머스미스 극장을 절반도 채우지 못했다.
이 작품은 서막, 2막 13장, 종막으로 구성되었으며, 편곡자가 여러번 바뀌면서, 작품의 느낌도 새 시즌마다 바뀌는 우리나라 창작 뮤지컬 1세대 작품중에 대표 작품으로 손 꼽힌다. 이 뮤지컬의 작곡가 김희갑의 첫 뮤지컬 작곡작이며, 그는 이 뮤지컬이 좋은 반응을 얻자, 몇 편의 뮤지컬을 더 작곡하기에 이르는 열정을 보여주기도 하였다.

## 창작진
- 원작: 이문열 (원작 소설:《여우사냥》)
- 각색: 김광림
- 작사: 양인자
- 작곡: 김희갑
- 편곡: 박칼린 (초연) → 양방언, 손동훈 (현재)
- 연출: 윤호진 (초연, 일부 몇 시즌)

## 제작진
- 무대: 박동우
- 음악감독: 박칼린 (초연 ~ 미국 공연) → 김문정 (런던공연 ~ 현재)
- 협력 음악감독(음악 슈퍼바이저):김문정(존 릭비 음악감독 당시) , 존 릭비 (김문정 음악감독 당시)

## 같이 보기
- 명성황후 (드라마)